# Cupid in Chaps
Cupid in Chaps est un film muet américain réalisé par Allan Dwan et sorti en 1911.

## Synopsis
Les hommes du Circle Bar Ranch n'ont guère le cœur à l'ouvrage. En effet, une jeune femme vient d'être embauchée et chacun voudrait la courtiser. Mais celle-ci leur impose toutes sortes de gages pour assurer sa tranquillité...

## Fiche technique
- Titre : Cupid in Chaps
- Réalisation : Allan Dwan
- Genre : Western, Comédie
- Production : American Film Manufacturing Company
- Distribution : Motion Picture Distributors and Sales Company
- Date de sortie :
  - États-Unis : 10 juillet 1911

## Distribution
- J. Warren Kerrigan : le contremaître du ranch